# Moritz Von Nacher
Moritz Von Nacher es un deportista mexicano que compitió en taekwondo.
Ganó dos medallas de bronce en el Campeonato Mundial de Taekwondo, en los años 1975 y 1977, y una medalla de plata en el Campeonato Panamericano de Taekwondo de 1978.

## Palmarés internacional
| Campeonato Mundial      | Campeonato Mundial        | Campeonato Mundial | Campeonato Mundial |
| Año                     | Lugar                     | Medalla            | Categoría          |
| ----------------------- | ------------------------- | ------------------ | ------------------ |
| 1975                    | Seúl (Corea del Sur)      | Medalla de bronce  | –53 kg             |
| 1977                    | Chicago (Estados Unidos)  | Medalla de bronce  | –53 kg             |
| Campeonato Panamericano |                           |                    |                    |
| Año                     | Lugar                     | Medalla            | Categoría          |
| 1978                    | Ciudad de México (México) | Medalla de plata   | –63 kg             |